# Cayo Estalio
Cayo o Gayo Estalio  fue un arquitecto romano del siglo I a. C.

## Obra
Con su hermano Marco Estalio y un tercer arquitecto de nombre Menalipo, reconstruyó alrededor del año 60 a. C. el odeón de Pericles de Atenas que había sido quemado por Aristión durante las guerras mitridáticas (86-85 a. C.). La nueva construcción fue pagada por Ariobarzanes II, rey de Capadocia. Los nombres de los arquitectos constan en la base de una estatua erigida en honor de Ariobarzanes.